# Пфрецшнер, Адольф фон
Адольф фон Пфре́цшнер (нем. Adolph von Pfretzschner; 15 августа 1820, Вюрцбург — 27 апреля 1901, Мюнхен) — баварский политик, глава правительства Баварии в 1872—1880 годах.

## Биография
Адольф Пфрецшнер — сын капитана баварской королевской армии Людвига Карла Николауса Пфрецшнера (1790—1843). Изучал юриспруденцию в Мюнхенском университете, затем служил в правительствах Верхней Баварии и Средней Франконии. В 1849 году Пфрецшнер перешёл на работу в баварское государственное министерство финансов. В 1865 году был назначен государственным министром торговли и общественных работ, в 1866 году также получил портфель государственного министра финансов. В 1872 году король Баварии Людвиг II назначил Адольфа Пфрецшнера на должность государственного министра королевского дома и иностранных дел, а также председателя Совета министров Баварии. В 1873 году Пфрецшнер получил пожизненный мандат в рейхсрат — верхнюю палату баварского сословного собрания. Отставка Пфрецшнера состоялась в результате перестановок в баварском ландтаге и под давлением Бисмарка. На следующий день после отставки Пфрецшнер был возведён в бароны. Адольф Пфрецшнер придерживался умеренных либеральных взглядов.